# Echinopsis glauca
Echinopsis glauca ist eine Pflanzenart aus der Gattung Echinopsis in der Familie der Kakteengewächse (Cactaceae). Das Artepitheton glauca stammt aus dem Lateinischen und bedeutet ‚blaugrün‘ oder ‚graublau‘.

## Beschreibung
Echinopsis glauca wächst strauchig, verzweigt von der Basis und bildet offene Gruppen von 1 bis 2 Metern Höhe. Die zylindrischen, glauk graugrünen Triebe erreichen Durchmesser von 5 bis 8 Zentimeter. Es sind sieben bis neun Rippen vorhanden, die gekerbt sind. Die auf ihnen befindlichen grauen Areolen stehen 1 bis 2 Zentimeter voneinander entfernt. Aus ihnen entspringen gerade, steife und bräunliche Dornen, die im Alter vergrauen. Die drei bis sechs ausgebreiteten, pfriemlichen Mitteldornen sind 2 bis 8 Zentimeter lang. Die sieben bis zehn nadeligen Randdornen weisen eine Länge von 0,8 bis 1,5 Zentimeter auf.
Die lang trichterförmigen, weißen Blüten öffnen sich in der Nacht und bleiben bis in den nächsten Tag hinein geöffnet. Sie sind 13 bis 19 Zentimeter lang. Die grünen Früchte sind bis zu 4 Zentimeter lang.

## Verbreitung, Systematik und Gefährdung
Echinopsis glauca ist in der peruanischen Region Arequipa sowie im Süden der benachbarten chilenischen Region Arica auf trockenen Küstenhügeln in Höhenlagen von 500 bis 2900 Metern verbreitet.
Die Erstbeschreibung als Trichocereus glaucus durch Friedrich Ritter wurde 1962 veröffentlicht. Heimo Friedrich und Gordon Douglas Rowley stellten die Art 1974 in die Gattung Echinopsis.
In der Roten Liste gefährdeter Arten der IUCN wird die Art als „Data Deficient (DD)“, d. h. mit keinen ausreichenden Daten geführt.

## Nachweise